# Јосип Зидарн
Јосип Зидрарн (24. септембар 1909 — 25. април 1982) бивши је југословенски кајакаш који се такмичио на Олимпијским играма 1936. у Берлину.
Учествовао је у трци класичних кајака једноседа К-1 на 10.000 метара. Завршио је као 10. од укупно 15 какајаша из исто колико земаља.